# きょうの人
『きょうの人』（きょうのひと）は、1966年4月25日から同年10月29日まで信越放送で放送されていたローカルトーク番組である。

## 概要
前番組『私たちの周辺』は長野県の模様をモノクロフィルム構成で紹介するという内容であったが、この番組は長野県在住の著名人や長野県に関係する人物をスタジオへ招き、信越放送のアナウンサーが彼らと対談するという内容で行われていた。前番組とは違ってスタジオからの生放送であり、また当時はVTRが非常に高価な2インチVTRゆえに撮ったままにしておけなかったため、信越放送のライブラリーにはこの番組の映像は残っていないという。
前番組末期からの流れで、日曜日を除く毎朝7:10から15分間放送されていたが、1966年10月31日に7時台がJNNネット枠に統一されたこと（朝の『JNNニュース』の拡大と『ヤング720』の放送開始）によって終了した。